# Artur Wahlby
Artur Gustaf Anton Wahlby, född 13 april 1901 i Nore, Vamlingbo socken, Gotland, död 18 januari 1962 i Hamra på Gotland, var en svensk lantbrukare, målare och tecknare.
Han var son till Jakob Julius Wahlby och Augusta Olivia Pettersson och från 1925 gift med Edit Maria Emilia Hansson (1906–1994). Wahlby började teckna och måla segelfartyg redan under sin uppväxt.När han var sjutton år tog han hyra på ett segelfartyg och under de sju år han tillbringade till sjöss tecknade han av och studerade olika segelfartyg. Efter att han gifte sig 1925 slog han sig ner som lantbrukare på Gotland men använde det mesta av sin fritid till att teckna eller måla olika segelfartyg grundade på egna skisser eller facklitteraturen. Flera av hans teckningar har återutgivits i tryckta publikationer. Vid målningen arbetade han med olja eller pastell medan teckningarna är utförda i tusch eller blyerts. Wahlby är representerad vid Statens sjöhistoriska museum och flera svenska segelsällskap. Makarna Wahlby är begravda på Hamra kyrkogård.